# Mielagėnai
Mielagėnai is een plaats in de gemeente Ignalina in het Litouwse district Utena. De plaats telt 286 inwoners (2001).